# Флаг Сорочинского района
Флаг Соро́чинского района — официальный символ Сорочинского муниципального района Оренбургской области Российской Федерации.
Утверждён 28 ноября 2008 года и внесён в Государственный геральдический регистр Российской Федерации под номером 4528.
Составлен на основании герба Сорочинского района, по правилам и соответствующим традициям геральдики, и отражает исторические, культурные, общественные, национальные и другие местные традиции.

## Описание
Прямоугольное красное полотнище с отношением ширины к длине 2:3, несущее вдоль нижнего края чёрную полосу в 2/9 полотнища и воспроизводящее посередине фигуры герба района сноп и сидящую на нём сороку, выполненные жёлтым, оранжевым, чёрным и белым цветами.

## Обоснование символики
История Сорочинской земли насчитывает несколько веков. Возникновение сёл, составляющих современный район, относится к началу — середине XVIII века. А заселение этих земель состоялось ещё раньше — во второй половине XVII века. Южно-уральские степи называли порой «диким полем», то есть были вольными, нетронутыми землями, которых не касалась соха земледельца. На них паслись стада сайгаков, косяки лошадей, куланов. По берегам рек и озёр в камышах водились кабаны, выдры, а в пойменных лесах скрывались медведи. Огромное количество пернатой дичи населяло воды и сушу.
Геологи и раньше предполагали, что в районе должны быть нефтяные залежи. Скважина, пробурённая на Кызымбае, на Родинской площади дала газ. А потом ударил нефтяной фонтан на скважине №216 близко от села Никольского и на скважине №231 у Табуновки. Был вскрыт нефтяной пласт и на Родинском месторождении. Теперь тут дают «чёрное золото» около четырёх десятков скважин. Чёрная полоса на флаге символизирует богатые природные ресурсы, ставшие основой экономики.
Жёлтый (золотой) сноп в свою очередь указывает на сельское хозяйство — вторую важную составляющую жизни местного населения. Золото — символ урожая, богатства, стабильности, уважения и интеллекта.
Сорока символизирует осторожность, изобретательность, удачу; созвучна названию района, делая композицию флага гласной.
Красный цвет символизирует мужество, силу, труд и красоту; указывает на богатую и разную историю Сорочинской земли. С прошлым здешних мест связаны такие известные имена как Емельян Пугачёв, Александр Сергеевич Пушкин, Василий Иванович Чапаев. Многие жители прославили свою малую Родину ратными подвигами и усердным трудом.
Белый цвет (серебро) символизирует чистоту, совершенство, мир, взаимопонимание.
Чёрный цвет символизирует скромность, мудрость, вечность бытия.